# 榮蛺蝶屬
榮蛺蝶屬（學名：Doxocopa）是閃蛺蝶亞科裡的一個屬。分佈於新熱帶界。大部份物種會發生兩性異形。

## 物種
- 榮蛺蝶 （Doxocopa agathina）
- 卡麗榮蛺蝶 （Doxocopa callianira）
- 皮羅榮蛺蝶 （Doxocopa clothilda）
- 藍斑榮蛺蝶 （Doxocopa cyane）
- 鼠榮蛺蝶 （Doxocopa elis）
- 高榮蛺蝶 （Doxocopa excelsa）
- 白斑褐榮蛺蝶 （Doxocopa kallina）
- 白黃帶榮蛺蝶 （Doxocopa laure）
- 烙印榮蛺蝶 （Doxocopa laurentia）
- 藍白帶榮蛺蝶 （Doxocopa lavinia）
- 林達榮蛺蝶 （Doxocopa linda）
- 紫閃榮蛺蝶 （Doxocopa pavon）
- Doxocopa thoe
- 札榮蛺蝶 （Doxocopa zalmunna）
- 谷榮蛺蝶 （Doxocopa zunilda）